# Marcelo Romeo
Marcelo Romeo (Dolores, Provincia de Buenos Aires, 16 de octubre de 1966) es un ejecutivo argentino especializado en marketing y comunicación. Ha trabajado en los sectores de tecnología, retail y entretenimiento, y actualmente es Chief Marketing Officer (CMO) de la empresa Newsan.
En 2017, lideró la campaña publicitaria «Super Promo Eliminatorias Noblex», la cual tuvo amplia repercusión en medios y redes sociales. Su desarrollo sirvió de inspiración para la película El Gerente, dirigida por Ariel Winograd y protagonizada por Leonardo Sbaraglia, estrenada en 2022.
Es autor del libro Domar el Riesgo (Ediciones Granica, 2022), en el que analiza estrategias para la gestión del riesgo en marketing.

## Educación
Romeo es licenciado en Relaciones Públicas por la Universidad Argentina de la Empresa (UADE) y posee un MBA de la Universidad de Belgrano (UB). Ha sido docente en la Universidad de Palermo en programas de grado y posgrado.

## Carrera profesional
Desde hace más de veinte años, Romeo trabaja en Newsan, donde ha ocupado distintos roles en el área de marketing. Actualmente, es Chief Marketing Officer (CMO), supervisando estrategias de comunicación, publicidad y desarrollo de marcas dentro del grupo.
En 2017, Romeo estuvo a cargo de la campaña publicitaria «Super Promo Eliminatorias Noblex», que adquirió notoriedad en Argentina por su propuesta de ofrecer reembolsos en la compra de televisores si la Selección de fútbol de Argentina no clasificaba al Mundial de Fútbol de 2018. La estrategia generó amplia cobertura mediática y fue galardonada con tres Leones de Oro en el Festival de Cannes.

## Publicaciones
- Domar el Riesgo. Ediciones Granica, 2022. ISBN 9789878935430.

## Reconocimientos
Romeo ha recibido diversos premios en el ámbito del marketing y la publicidad:
- Premio Jerry Goldenberg en la categoría de Publicidad y Medios en Argentina (tres veces).
- Gran Effie Latam (2018, 2023).
- Premio al Marketer más Innovador de Latam, otorgado por Adlatina y Scopen.
- Tres Leones de Oro en Cannes por la campaña «Super Promo Eliminatorias Noblex».

## Conferencias
Ha participado como ponente y jurado en eventos y festivales de publicidad como el Global Media Award, Effie Latam, FIAP, +Cartagena, CMO Latam Summit y FOMLA.